# Église Saint-François-de-Paule de Reggio de Calabre
Pour les articles homonymes, voir Église San Francesco et Église Saint-François-de-Paule.
Cette église Saint-François-de-Paule (en italien : chiesa di San Francesco di Paola) est une église italienne du XVIIe siècle située dans la ville de Reggio de Calabre, dans la province de même nom, en Calabre. Elle est le symbole historique du quartier de Catona.

## Historique
L'histoire de cette église est indissociable de celle du couvent des Minimes. La première construction commence en 1629, mais l'église est détruite par le tremblement de terre de 1783 et reconstruite ensuite en 1790. Les Minimes, en 1809, furent obligés d'abandonner l'église à la suite de la suppression des ordres religieux décidée par Napoléon.
En 1849, une congrégation est fondée dans l'église. L'édifice est reconstruit en 1875. Une nouvelle destruction du village, incluant l'église, survient lors du tremblement de terre de 1908. La reconstruction de l'église, lorsque le village est rebâti en 1928, lui confère son apparence actuelle.

## Style
L’édifice, de style roman, présente sur sa façade une petite loggia et des escaliers. La porte principale est surmontée d'une mosaïque représentant saint François de Paule et d’une grande rosace.
Le clocher est doté de fenêtres à meneaux et d’un toit pyramidal.

## Sources
- (it) Cet article est partiellement ou en totalité issu de l’article de Wikipédia en italien intitulé « Chiesa di San Francesco di Paola (Reggio Calabria) » (voir la liste des auteurs).